# Farhud
El Farhud (árabe : الفرهود « dépossession violenta, pogrom») fue un pogromo que se llevó a cabo contra la población judía de Bagdad, Reino de Irak, el 1 y 2 de junio de 1941, inmediatamente después de la victoria británica en la guerra anglo-iraquí.

## Detalles
La masacre tuvo lugar el 1 y el 2 de junio de 1941, cuando la ciudad ya no poseía autoridades políticas después de la fuga de Rachid Ali al-Gillani y antes de la llegada de las fuerzas británicas y de transjordania. En la masacre fueron asesinadas aproximadamente 180 judíos, según fuentes oficiales.
La masacre del Farhud ha sido delimitada únicamente a la ciudad de Bagdad. Sin embargo, las fuentes indican que otros asesinatos han tenido lugar en otras ciudades además de Bagdad. La violencia física contra los Judíos y el saqueo de sus bienes se produjo también en Mosul, Kirkouk, Erbil, Basora, Amara y Fallujah, donde vivían comunidades judías más reducidas que en Bagdad.

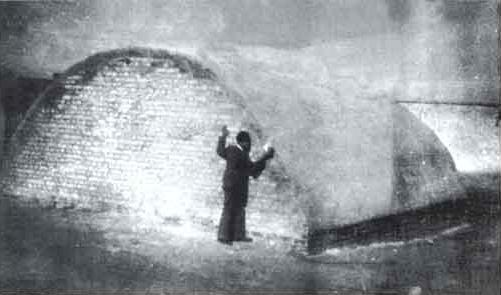
Caídas de las víctimas del Farhud, 1946

La revuelta duró dos días, entre la firma del alto el fuego el 31 de mayo de 1941 y la entrada del ejército británico en la ciudad el 2 de junio. Entre 150 y 180 Judíos fueron asesinados, otros 600 fueron heridos, un número indeterminado de mujeres fueron violadas, y cerca de 1.500 casas y comercios fueron saqueados,.
El balance oficial es de aproximadamente 180 Judíos matados y de 240 heridos. 586 comercios pertenecientes a Judíos han sido saqueados y 99 casas judías destruidas. Ocho atacantes entre oficiales del ejército y de la policía fueron condenados a muerte por el ejecutivo iraquí después de los actos de violencia.
Los judíos no fueron autorizados a enterrar ellos mismos a sus muertos, que fueron recuperados por el ejecutivo y enterrados en una fosa común.
Otras fuentes dan un número de muertes y de heridos mucho más elevado: cerca de 200 muertes y más de 2.000 heridos; unas 900 propiedades judías saqueadas y destruidas, y centenares de comercios saqueados. Bernard Lewis da su parecer acerca de que «las estimaciones no oficiales eran mucho más elevadas que las estadísticas oficiales» y establece los números en 600 judíos asesinados y 240 heridos.

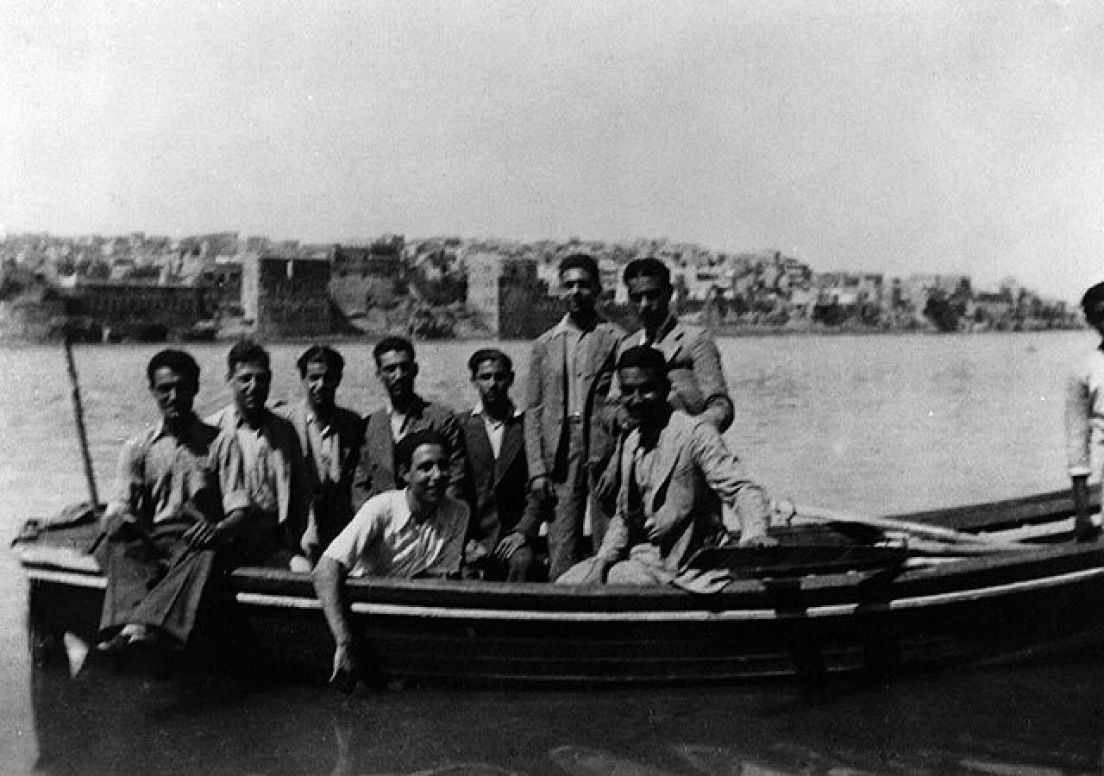
Judíos iraquíes supervivientes del Farhud, alcanzando Palestina después de numerosas dificultades, 1941

Para otros historiadores, el Farhud marca un giro decisivo para los judíos de Irak: como consecuencia de este acontecimiento, quedarán regularmente sujetos a la violencia, a las persecuciones, a los boicots y a las confiscaciones antes de ser expulsados en 1951. De 1950 a 1952, la operación Ezra y Néhémie permite llevar casi la totalidad de los judíos de Irak hacia el Estado de Israel incipientemente independiente.